# Morris Dees
Morris Seligman Dees Jr. (Shorter (Alabama), 16 dicembre 1936) è un avvocato e attivista statunitense.
Noto attivista per i diritti civili, Morris Dees è stato cofondatore e consigliere capo del Southern Poverty Law Center (SPLC), con sede a Montgomery, in Alabama. L’organizzazione fu fondata nel 1971 insieme a Joseph J. Levin Jr.  A Dees e ai suoi colleghi dell'SPLC è stato attribuito il merito di aver sviluppato metodi innovativi per contrastare i gruppi di odio, come il Ku Klux Klan, utilizzando in particolare azioni legali volte al risarcimento dei danni. Nel marzo 2019, a seguito di accuse di molestie sessuali e discriminazioni razziali sollevate da alcuni ex dipendenti, l'SPLC annunciò il licenziamento di Dees e l’ingaggio di un’organizzazione esterna per valutare il clima lavorativo interno all’ente.

## Primi anni di vita
Morris Dees è nato a Shorter, in Alabama, figlio di Morris Seligman Dees Sr. e Annie Ruth Frazer, mezzadri coltivatori di cotone di confessione battista. Suo nonno chiamò il padre di Morris, Dees Jr., "Morris Seligman" in onore di un amico di religione ebraica.
Dopo essersi laureato con lode presso la Facoltà di giurisprudenza dell'Università dell'Alabama nel 1960, Dees tornò a Montgomery, dove aprì uno studio legale.

## Pratica legale in materia di diritti civili
Nella sua autobiografia, Dees racconta che nel 1962, da giovane avvocato, difese in una corte federale Claude Henley, un membro del Ku Klux Klan, accusato di aver aggredito alcuni membri dei Freedom Riders durante un incidente documentato da un fotografo della rivista Life. Dees ottenne per Henley l'assoluzione, ma in seguito dichiarò di essersene pentito, a seguito di una "epifania".
Causa con la YMCA
Nel 1969 Dees intentò una causa contro la Young Men's Christian Association (YMCA) di Montgomery per conto dell'attivista afroamericana Mary Louise Smith, dopo che l'associazione aveva rifiutato l'iscrizione del figlio e del nipote di Smith a uno dei suoi campi estivi.
L'YMCA era un'organizzazione privata e pertanto non soggetta al Civil Rights Act del 1964, che proibiva la discriminazione razziale nelle strutture pubbliche.
Dees scoprì che, per evitare la desegregazione delle sue strutture ricreative, la città di Montgomery aveva stipulato un accordo riservato con la YMCA, secondo cui quest’ultima avrebbe gestito tali strutture come organizzazione privata per conto della città.
Dees presentò in tribunale le prove dell’accordo, contestando la costituzionalità della posizione della YMCA; la corte si pronunciò a favore di Mary Louise Smith, stabilendo che l’accordo subordinava le strutture in questione alla municipalità, assoggettandole quindi al quattordicesimo emendamento della Costituzione degli Stati Uniti e al Civil Rights Act, che obbligavano la YMCA alla desegregazione delle sue strutture.
La Corte d'appello degli Stati Uniti per il Quinto circuito confermò parzialmente le sentenze di primo grado, annullando però l'ordine che imponeva alla YMCA di attuare una Azione positiva volta a riequilibrare la diversità razziale nel proprio consiglio di amministrazione.

## Strategia della "causa civile"
Dees è stato uno dei pionieri nell'utilizzo della strategia di richiedere ingenti risarcimenti danni in sede civile contro organizzazioni responsabili di atti illeciti, sfruttando la possibilità di sequestrare i beni dell'organizzazione per garantire il pagamento della sentenza.
Processo UKA
Nel 1981 Dees vinse una causa contro i "Klan Uniti d'America" (UKA), ottenendo un risarcimento di 7 milioni di dollari a favore della madre di Michael Donald, un afroamericano linciato dai membri dello UKA in Alabama. Il pagamento della sentenza portò al fallimento per bancarotta dello UKA, i cui beni furono venduti per soddisfare il risarcimento.
Processo Metzger
Nel 1991 Dees ottenne un risarcimento di 12 milioni di dollari contro Tom e John Metzger , pari a 24,64 milioni di € al cambio attuale del 2025, e la Resistenza Ariana Bianca. Fu inoltre determinante nell’ottenere una sentenza da 6,5 milioni di dollari nel 2001 contro le Nazioni ariane. Pari a 9,36 milioni di €.
I casi più noti di Dees comportarono ingenti premi per danni che portarono diversi gruppi neo-nazisti alla bancarotta e al conseguente scioglimento.

## Critiche
Il Montgomery Advertiser ha descritto il lavoro di Dees con la SPLC (South Po come eccessivamente auto-promozionale, sostenendo che egli esagerasse strumentalmente la minaccia rappresentata dai gruppi di odio; nel 1994 il quotidiano pubblicò inoltre una serie di articoli che denunciavano presunte discriminazioni da parte di Dees nei confronti dei dipendenti afroamericani della SPLC, i quali «si sentivano minacciati ed esclusi».
Un articolo del 2000 di Harper's Magazine sosteneva che Dees avesse focalizzato la SPLC sulla lotta ai gruppi anti-minoranze, come il Ku Klux Klan, principalmente per il loro maggiore potenziale di raccolta fondi rispetto ad altre cause. L'articolo affermava inoltre che l'SPLC "investe in raccolta fondi il doppio di quanto non spenda in servizi legali alle vittime di violazioni dei diritti civili" ogni anno.
Una polemica interna alla comunità dei diritti civili statunitense si scatenò quando Dees annunciò il suo sostegno a Edward E. Carnes nella sua candidatura a giudice federale della Corte d'appello (poi eletto). Carnes era noto per sostenere la pena di morte, la quale, come documentato, veniva applicata in modo sproporzionato nelle sentenze riguardanti cittadini afroamericani di sesso maschile.

### Licenziamento dall'SPLC e accuse di molestie
Nel 2019 l'Southern Poverty Law Center (SPLC) ha licenziato Morris Dees per ragioni non specificate, annunciando contestualmente l’ingaggio di un’organizzazione esterna per indagare sulle pratiche lavorative di Dees all’interno dell’ente. Prima del licenziamento, 24 dipendenti avevano presentato lamentele ai dirigenti riguardanti «maltrattamenti, molestie sessuali, discriminazione di genere e razziale», situazioni che mettevano a rischio l’autorità e l’integrità morale dell’SPLC. Un ex dipendente ha inoltre dichiarato che Dees fu licenziato «a seguito di una rivolta del personale per il maltrattamento di dipendenti non bianchi e donne».

## Oggetto di minacce
Le azioni legali intentate da Dees contro gruppi razzisti lo hanno reso oggetto di numerose minacce di morte da parte di appartenenti a tali organizzazioni. Nel 2007, Dees dichiarò che oltre 30 persone erano state arrestate in relazione a complotti finalizzati al suo assassinio o a tentativi di far esplodere la sede del SPLC. Tuttavia, un portavoce della polizia di Montgomery affermò di non essere a conoscenza di eventuali comunicazioni da parte dell’SPLC riguardo tali minacce.
Il Montgomery Advertiser riferì che una lettera di minacce, datata 29 luglio 2007, fu inviata da Hal Turner – conduttore radiofonico, informatore dell'FBI e suprematista bianco – in seguito alla causa intentata dall’SPLC contro l’Imperial Klans of America (IKA), nella Contea di Meade, Kentucky. Durante il processo, un ex membro dell’IKA testimoniò che il leader del gruppo gli aveva ordinato di uccidere Dees.

## Attività politica
Dees iniziò la sua attività politica nel 1958 lavorando per George Wallace, futuro governatore dell’Alabama. Successivamente fu coinvolto in campagne elettorali a livello nazionale come direttore finanziario, tra cui quella presidenziale di George McGovern nel 1972, quella di Jimmy Carter nel 1976 e quella di Ted Kennedy per le primarie del Partito Democratico del 1980. Nel 2004 si candidò, in forma di protesta, per un seggio nel consiglio direttivo del Sierra Club, presentandosi attraverso una petizione di membri.

## Premi e riconoscimenti
- Nel 1993 ha ricevuto il Salem Award for Human Rights and Social Justice, conferito a individui che si sono distinti nella difesa dei diritti umani e della giustizia sociale.[35]
- Nel 2006, lo studio legale Skadden, Arps, Slate, Meagher & Flom LLP, in collaborazione con la Scuola di legge dell’Università dell'Alabama, ha istituito il Morris Dees Justice Award, in onore di Dees, laureato dell'ateneo. Il premio viene conferito annualmente a un avvocato che «abbia dedicato la propria carriera al servizio dell’interesse pubblico e alla promozione della giustizia, contribuendo in modo significativo al cambiamento positivo nella comunità, nello Stato o nella nazione».
- Nel 1993 ha ricevuto il Salem Award per i diritti umani e la giustizia sociale.[36]
- Nel 2006, lo studio legale Skadden Arps ha collaborato con la Scuola di legge dell'Università dell'Alabama alla creazione del Morris Dees Justice Award in onore di Dees, laureato in Alabama. Il premio viene assegnato ogni anno a un avvocato che "abbia dedicato la sua carriera a servire l'interesse collettivo e a perseguire la giustizia, il cui lavoro abbia portato cambiamenti positivi nella comunità, nello stato o nella nazione".
- Nel 2012 l'associazione privata statunitense di praticanti legali American Bar Association ha assegnato a Dees la medaglia ABA, sua più alta onorificenza.[37]
- Nel 2016 Dees ha ricevuto il "Martin Luther King Jr. Nonviolent Peace Prize", il più alto riconoscimento assegnato dal "King Center for Nonviolent Social Change" a celebrazione dei successi di Dees nella lotta al razzismo e del suo impegno alla non violenza.[38]
- Nel 2016 ha ricevuto il Martin Luther King Jr. Nonviolent Peace Prize, il più alto riconoscimento conferito dal King Center for Nonviolent Social Change, in riconoscimento dei suoi risultati nella lotta al razzismo e del suo costante impegno per la nonviolenza.[39]
- Nel 2012, l’American Bar Association ha conferito a Dees la ABA Medal, la sua massima onorificenza, per il suo impegno nella difesa dei diritti civili e della giustizia sociale.[37]

## Media
Il film televisivo Line of Fire: The Morris Dees Story, trasmesso nel 1991, ricostruisce l’attività legale e le campagne civili condotte da Morris Dees contro le organizzazioni di suprematismo bianco negli Stati Uniti, in particolare attraverso il lavoro svolto con il Southern Poverty Law Center. Nel 2008, alcune delle sue azioni legali più significative contro gruppi estremisti sono state documentate nella serie Inside American Terror, prodotta dal National Geographic Channel, con un episodio dedicato al Ku Klux Klan e ad altri movimenti radicali interni agli Stati Uniti.

## Opere
- (EN) Morris Dees e Steve Fiffer, A Season for Justice, New York, Charles Scribner's Sons, 1991, ISBN 978-0-684-19189-8.[42]
- (EN) Morris Dees e Steve Fiffer, Hate on trial. The case against America's most dangerous neo-Nazi, New York, Villard Books, 1993, ISBN 9780679406143.
- (EN) Morris Dees e James Corcoran, Gathering storm. America's militia threat, New York, Harper Perennial, 1997, ISBN 9780060927899.
- (EN) Morris Dees e Steve Fiffer, A lawyer's journey. The Morris Dees story, Chicago, American Bar Association, 2001, ISBN 9781570739941.[42]
- (EN) Morris Dees, Tym Burkey e Katherine Ramsland, Into the devil's den, New York, Ballantine Books, 2008, ISBN 9780345496942.